# Sankt Leonhard am Hornerwald
Sankt Leonhard am Hornerwald är en ort och kommun  i Österrike. Den ligger i distriktet Krems i förbundslandet Niederösterreich, 74 km nordväst om huvudstaden Wien. 
Kommunen består av fem orter (Ortschaften) (inom parentes invånarantal 1 januari 2024):
- Obertautendorferamt (109)
- St. Leonhard am Hornerwald (368)
- Untertautendorferamt (98)
- Wilhalm (74)
- Wolfshoferamt (469)